# Haakonsvern Orlogsstasjon
Haakonsvern Orlogsstasjon er Sjøforsvarets hovedbase og er den største flådestation i Norden. Sammen med Ramsund Orlogsstasjon er Haakonsvern de eneste to tilbageværende flådestationer i Norge. Flådestationen er placeret i Mathopen i Bergen kommune, 8 km vest for centrum. Den blev åbnet i 1962, efter fire års opførelsesarbejde.
Cirka 4.000 personer gør tjeneste på flådestationen, enten som værnepligtige eller som militære- og civilt ansatte. Stort set alle grene i Sjøforsvaret benytter basen. Flådestationen er udstyret med værksteder, logistikfunktioner, infirmeri, brandstation, postkontor, biograf, svømmehal, motionscenter, kirke samt en tandlæge.